# Metal Gear Solid V: The Phantom Pain
Metal Gear Solid V: The Phantom Pain este un joc video open world de acțiune-aventură și stealth, dezvoltat de Kojima Productions și publicat de Konami pentru platformele Microsoft Windows, PlayStation 3, PlayStation 4, Xbox 360 și Xbox One. A fost lansat la nivel mondial pe 1 septembrie 2015. Cel de-al unsprezecelea joc din seria Metal Gear și cel de-al nouălea regizat, proiectat și scris de Hideo Kojima după Metal Gear Solid V: Ground Zeroes, un prolog de sine stătător, precum și ultimul său proiect înainte de plecarea de la Konami.
Cu o acțiune ce se petrece în 1984, la nouă ani după evenimentele din Ground Zeroes și cu un deceniu înaintea evenimentelor din primul Metal Gear, jocul îl urmărește pe Punished „Venom” Snake (cunoscut și ca Big Boss) în aventurile lui prin Kabulul ocupat de sovietici și la frontiera dintre Angola și Zair, în căutarea răzbunării împotriva oamenilor care i-au distrus forțele și care au fost aproape să-l omoare la sfârșitul lui Ground Zeroes. Poartă în continuare sloganul Tactical Espionage Operations, folosit pentru prima oară în Metal Gear Solid: Peace Walker.
The Phantom Pain a fost bine primit de critici după lansare, aceștia lăudând varietatea mecanicilor jocului, dar și libertatea jucătorului de a-și îndeplini obiectivele. În timp ce povestea nu i-a satisfăcut pe unii critici din lipsa concentrării, alții au înțeles puterea și explorarea tematicilor narative mature. Jocul a primit scorul maxim de la unele publicații, și a fost descris de unii ca fiind cel mai bun joc de stealth din toate timpurile. O ediție completă ce vine la pachet cu The Phantom Pain și cu Ground Zeroes, numită Metal Gear Solid V: The Definitive Experience, a fost lansată în luna octombrie 2016.

## Jocul
În The Phantom Pain, jucătorul își asumă rolul lui Punished „Venom” Snake, într-un mediu open world. Elementele de joc au rămas în mare parte neschimbate din Ground Zeroes, ceea ce înseamnă că jucătorii vor trebui în continuare să se furișeze dintr-un punct în altul, evitând inamicii, și rămânând nedetectați. În arsenalul lui Snake sunt incluși binoclul, hărțile, pistoalele, puștile și explozibilii. Urmând una dintre tradițiile seriei, The Phantom Pain încurajează jucătorul să înainteze fără a ucide, folosind arme neletale, precum săgețile tranchilizante, și să-și subjuge inamicii. Jucătorul poate traversa lumea jocului cu ajutorul unor vehicule precum mașini și tancuri, dar și prin mers sau cu calul, iar deoarece unele locații sunt muntoase, jucătorii pot escalada pentru a scurta drumul. Ei pot chema și elicopterul pentru a-i susține aerian împotriva inamicilor în stare de alertă, pot trimite trupe de comando pentru a cerceta zonele-țintă sau pot schimba vremea. Snake poate cere ajutorul și companionilor AI—Quiet, o lunetistă cu abilități supranaturale; D-Horse, un cal cu o șa ce poate fi personalizată pentru a căra mai mult echipament pe teren; D-Walker, o platformă mobilă foarte agilă ce poate susține armament greu; și D-Dog, un pui de lup crescut și antrenat la nou-construita Baza Mamă pentru a-l ajuta pe teren. Abilitățile și eficacitatea acestor prieteni vor depinde de relația jucătorului cu ei.
Ca și în Peace Walker, The Phantom Pain va oferi abilitatea de a construi clădiri lângă Baza Mamă pentru dezvoltarea de arme și obiecte. Recrutarea soldaților inamici și a prizonierilor își face din nou apariția, permițând bazei să se extindă prin intermediul organizației. Jucătorii au opțiunea de a accesa baza proprie de pe telefoanele sau dispozitivele proprii printr-o aplicație pe telefon. Spre deosebire de Peace Walker, unde jucătorii puteau vedea Mother Base doar din aer, aceștia îl pot controla acum pe Snake în timp ce acesta explorează complexul. Sistemul Fulton, introdus în Peace Walker, se întoarce și el, jucătorii putând transporta acum soldați capturați sau obiecte precum animale și vehicule înapoi la Baza Mamă. Banii pentru îmbunătățirea Bazei Mamă pot fi colectați prin găsirea unor obiecte pe întreaga hartă, precum diamante, containere, și cutii cu schițe speciale. Venitul poate fi investit în abilități și înfățișare, armele și echipamentele lui Snake, ale prietenilor săi, și în vehicule. De exemplu, brațul protetic al lui Snake poate fi modificat astfel încât să includă un pistol cu electroșoc, funcții de ecolocație, sau o funcție ce îi permite să zboare ca o dronă.
Inteligența artificială a inamicului a fost îmbunătățită și ea în materie de conștientizare a situației. Dacă jucătorii utilizează frecvent aceeași armă sau tactică pentru a subjuga soldații inamici, repetările misiunii vor afișa inamicii într-un număr mai mare și mai bine echipați; de exemplu, împușcăturile în cap frecvente îi vor face pe soldații să poarte căști de metal pentru a face țintirea capetelor acestora mai grea.
Jocul are un nou sistem de ciclu noapte-zi în timp real, iar timpul parcurs de la o locație la alta va afecta timpul zilei atunci când jucătorul va ajunge la destinație. Ciclul este dat pe repede-înainte atunci când Snake fumează o „Phantom Cigar”, un tip de trabuc electronic; un ceas de mână Seiko digital apare pe ecran pentru a denota timpul. Acest pasaj de timp va face ca jucătorul să analizeze mișcarea forțelor inamice din zonă, precum schimburile și rutele individuale de patrulare. Efectele de vreme, precum furtunile de nisip și ploile, vor afecta și ele mediul prin reducerea vizibilității sau mascarea sunetelor pașilor.
Designul îi va permite jucătorului să avanseze în poveste în ce ordine dorește prin alegerea oricărei misiuni, și, cu toate acestea, să „înțeleagă mesajul cuprinzător de la final”.
Hideo Kojima a vorbit despre natura restrictivă a jocurilor Metal Gear Solid anterioare, spunând că au „setat [jucătorul] pentru a parcurge distanța de la punctul A la punctul B, cu o anumită libertate între”. Din această cauză, echipa lui Kojima va oferi noi moduri de joc și furișat, precum luarea unei motociclete, avion, sau elicopter până la zona misiunii (cu toate acestea, folosirea ultimelor două vehicule a fost abandonată în timpul dezvoltării). Jucătorii pot traversa lumea jocului prin aterizarea în anumite locuri, pentru diferite abordări. Un videoclip publicat după convenția de la E3 2015 arată parcurgerea aceleiași misiuni în patru moduri diferite: cu jucătorul optând pentru stealth, lansând un asalt cu ajutorul mitralierei elicopterului, asasinarea țintei cu o carabină, și plantarea unui dispozitiv explozibil înăuntrul unui convoi inconștient de situație. Acțiunile jucătorului vor afecta întreaga hartă; de exemplu, sabotarea unui aparat anti-radar va deschide noi locuri pentru aterizarea elicopterului. Aceste abilități au fost adăugate deoarece Kojima și-a dorit o „experiență open world adevărată”. Conform Famitsu, Konami a confirmat că lumea jucabilă din The Phantom Pain este de două sute de ori mai mare decât în Ground Zeroes, având o varietate de condiții climatice și medii. Din această cauză, jucătorului îi este permis să exploreze harta în timp ce se află într-o misiune, la fel ca și în jocurile cu gameplay nonlinear. În plus, jucătorii care au jucat anterior Ground Zeroes pot importa salvările în The Phantom Pain și pot primi avantaje speciale.

### Modul multiplayer
Metal Gear Solid V: The Phantom Pain va include două moduri multiplayer: primul, noul Metal Gear Online, a fost dezvoltat de noul studio al celor de la Kojima Productions din Los Angeles (cunoscut acum ca și Konami Los Angeles Studio). Primele imagini cu acest mod au fost dezvăluite în decembrie 2014. Inițial, acesta era plănuit să se lanseze odată cu The Phantom Pain, dar a fost amânat pentru 6 octombrie pentru console și pentru ianuarie 2016 pentru Microsoft Windows.
Al doilea mod multiplayer este o expansiune a clădirii Bazei Mamă. Jucătorii își pot extinde operațiunile pentru a include „Forward Operating Bases”, ce poate fi folosit pentru a genera resurse și venituri pentru campania din modul single-player. Aceste clădiri pot fi atacate de ceilalți jucători, făcând disponibil un mod jucător vs. jucător, unde atacatorii încearcă să fure resurse, iar echipa atacată încearcă să protejeze baza de intruși. Cei atacați vor putea să-și cheme prietenii pentru a-i ajuta în apărare, în special dacă baza este atacată în timpul unei misiuni din poveste. Jucătorii își pot îmbunătăți securitatea, personalul și înfățișarea bazei, în acest fel fiind permis un număr mare de configurații ale bazelor. După succesul sau eșecul unui atac de bază, locația bazei atacatorului este dezvăluită jucătorului atacat; cu toate acestea, jucătorii atacați pot lansa un contraatac doar dacă atacatorul a fost descoperit în timpul infiltrării. Baza Forward Operating se dorește a fi o experiență multiplayer complet separată de Metal Gear Online, și este necesară pentru a crește numărul de unități de luptă pe care jucătorul le poate lansa.
În timpul dezvoltării, Kojima Productions și Konami au fost criticați pentru decizia luată de a adăuga microtranzacții; un sistem care îi permite jucătorului plătească pentru a accesa conținutul jocului. Cu toate acestea, un oficial al Kojima Productions a confirmat că sistemul a fost introdus pentru jucătorii care poate nu vor avea timp să termine jocul, având în vederea lungimea acestuia, și că niciun conținut nu va fi disponibil exclusiv prin microtranzacții. Controverse ulterioare au apărut după publicarea unei recenzii timpurii în care se zicea că Baza Forward Operating era în spatele unui paywall, lucru pe care Konami l-a negat, spunând că microtranzacțiile se comportă ca un accelerator și nu ca un paywall.

## Povestea

### Premisă
După întâmplările din Ground Zeroes și distrugerea unității Militaires Sans Frontières (abreviată MSF), Big Boss (Kiefer Sutherland/Akio Ōtsuka) ajunge în comă. Nouă ani mai târziu, el se trezește și ajunge să conducă o echipă de mercenari numită Diamond Dogs. Adoptând numele de cod „Punished 'Venom' Snake”, el călătorește prin Afganistan, în timpul Războiului Afgano-Sovietic, dar și până la frontiera dintre Angola și Zair în timpul Războiului Civil Angolez, pentru a-i urmări pe oamenii responsabili de dispariția MSF. Pe drum, el se întâlnește cu fostul rival, Ocelot (Troy Baker/Satoshi Mikami), și cu Quiet (Stefanie Joosten), un asasin și lunetist cu abilități supranaturale. În timp ce el și Kazuhira Miller (Robin Atkin Downes/Tomokazu Sugita) caută inițial răzbunarea, Snake descoperă un plan al organizației Patriots de dezvoltare a unui nou model de sistem Metal Gear, cunoscut ca ST-84 „Sahelanthropus”.

### Personaje
Spre deosebire de celelalte titluri Metal Gear, Kojima Productions a realizat mai întâi dublajul și motion capture-ul cu cascadori și actori ce vorbesc limba engleză. În timp ce expresia facială a fost folosită pentru prima oară în serie la Metal Gear Solid 4, de data aceasta a fost realizată separat de dublaj. Dublajul în limba japoneză a fost făcut după cel în limba engleză, spre deosebire de jocurile de dinainte de Metal Gear Solid 2 încoace, unde dublajul și animațiile se făceau în același timp și pentru distribuția engleză, și pentru cea japoneză.
"De data aceasta, Snake nu va vorbi aproape deloc. Metal Gear Solid V: The Phantom Pain este un joc open world ce se concentrează pe libertatea jucătorului de a-l îndruma pe Snake. Snake însuși va fi un protagonist tăcut, asemenea lui Mad Max în Mad Max 2. Personajele din jurul lui vor dezvolta povestea." 
Pe 6 iunie 2013, în timpul conferinței anuale Konami pre-E3, Konami a confirmat oficial că Kiefer Sutherland i-a dat voce lui Snake și că a folosit tehnologia motion capture pentru joc, înlocuindu-l pe actorul care trebuia să-l interprete inițial, David Hayter. Motivul lui Kojima pentru această schimbare a fost pentru a „avea o performanță mai delicată exprimată prin mișcările feței și pentru un tonus de voce mai degrabă decât de cuvinte” și că el „avea nevoie de cineva care putea acoperi cu adevărat atât calitățile faciale, cât și pe cele vocale ale unui om ce se apropie de 50 de ani”. Regizorul și producătorul de la Hollywood, Avi Arad, i-a sugerat lui Kojima că Sutherland ar putea îndeplini aceste criterii. Akio Ōtsuka nu a fost afectat de aceste schimbări de distribuție și a putut în continuare să-i dea voce lui Snake în versiunea japoneză. Pe 4 martie 2015, Kojima a dezvăluit că Snake va avea mai puține replici în The Phantom Pain față de jocurile anterioare. Această decizie a fost luată deoarece Snake este acolo pentru a-l completa pe jucător, iar el „se va comporta conform [acțiunilor jucătorului] și nu pentru a face lucruri precum comentarii spontane sau să flirteze cu femei.”
Din distribuția dublajului jocului se numără Troy Baker în rolul lui Ocelot, Jay Tavare în rolul lui Code Talker, James Horan în rolul lui Skull Face, Robin Atkin Downes în rolul lui Kazuhira Miller și Christopher Randolph în rolul doctorului Emmerich, și Piers Stubbs în rolul lui Eli. Versiunea japoneză îi include pe Tomokazu Sugita în rolul lui Miller, Hideyuki Tanaka în rolul lui Emmerich, Takaya Hashi în rolul lui Skull Face, Satoshi Mikami în rolul lui Ocelot, Osamu Saka (care anterior i-a dat voce lui Sergei Gurlukovich în Metal Gear Solid 2: Sons of Liberty și lui The End în Metal Gear Solid 3: Snake Eater) în rolul lui Code Talker, și Yūtarō Honjō în rolul lui Eli. Modelul olandez Stefanie Joosten a furnizat înfățișarea, vocea și motion capture-ul noii eroine Quiet, o lunetistă mută, cu abilități supranaturale, care îl poate ajuta pe Snake în misiuni, acest lucru depinzând de alegerea făcută de jucător. Ea a interpretat și piesa „Quiet's Theme”.

### Sinopsis
În 1984, la nouă ani după distrugerea unității MSF de către Cipher, Big Boss se trezește din comă într-un spital cipriot. Quiet, asasinul lui Cipher, încearcă să-l omoare, dar Big Boss este salvat de un om bandajat pe nume Ishmael. Aceștia scapă din spital după ce evită schimbul de focuri dintre soldații lui Cipher și doi super oameni, Tretij Rebenok, „The Third Child”, și Omul în Flăcări. Cu toate că Big Boss îl scapă din vedere pe Ishmael, el este ajutat de un aliat, Revolver Ocelot, liderul echipei de mercenari numită Diamond Dogs, fondată de Kazuhira Miller pe o platformă din largul mării de lângă Seychelles.
Big Boss adoptă numele de cod „Venom Snake” și începe să-l caute pe Cipher. În timpul căutării, Big Boss devin implicat în Războiul Afgano-Sovietic și în Războiul Civil Angolez, și o recrutează pe Quiet, care nu mai vorbește și are abilități supranaturale; cercetătorul Dr. „Huey” Emmerich; Eli, un copil britanic care se crede a fi o clonă a lui Snake și care conduce o echipă de copii-soldați; și Code Talker, un expert Navajo în paraziți forțat să lucreze pentru Cipher.
Snake află că liderul lui Cipher, Major Zero, a fost subtilizat de XOF, o facțiune obscură a lui Cipher, responsabilă pentru atacul de la MSF. Skull Face, liderul XOF, consideră planul lui Cipher de unire a lumii prin pace același cu cel de reculturalizare americană, în care celelalte culturi sunt distruse. Pentru a evita asta, el intenționează să lanseze un parazit care omoară pe oricine vorbește engleză. Un parazit modificat a fost folosit pentru a-i da lui Quiet și lui the Skulls abilitățile anormale. După eliberarea parazitului limbii engleze, Skull Face plănuiește realizarea unor arme nucleare care să fie disponibil pentru oricine, crezând că prin descurajare nucleară, nicio armă nu va fi folosită și pacea mondială va fi obținută fără distrugerea vreunei culturi. Cu toate acestea, el va deține în secret controlul armelor. Skull Face intenționează să folosească noul sistem Metal Gear, cunoscut ca ST-84 „Sahelanthropus”, pentru a face armele nucleare dorite din nou, dar deoarece nu le poate manevra, el depinde de abilitățile paranormale ale lui Tretij Rebenok pentru a le mânui.
În timpul unui test, Tretij îi întoarce spatele lui Skull Face, făcând ca Sahelanthropus să-l rănească serios pe el și să-l zdrobească pe Omul în Flăcări. Cu toate că Snake învinge mașinăria, el recuperează doar un singur flacon din cele trei cu parazitul lui Skull Face; una dispare iar cealaltă este luată de Tretij și înmânată lui Eli. Skull Face este lăsat să moară de Snake and Miller, dar Huey îl execută. Diamond Dogs se întoarce la bază cu Sahelanthropus. După aceea, Eli, Tretij, și copiii-soldații fură Sahelanthropus-ul și părăsesc baza. Este dezvăluit că Tretij nu lucra conștient pentru Skull Face, iar atacul Sahelanthropus-ului a fost manevrat de Eli. 
După aceea, își face apariția o nouă epidemie care îl forțează pe Big Boss să-și omoare o mare parte dintre soldați pentru a o stăpâni. În semn de respect, Big Boss decide ca rămășițele cremațiunilor să fie introduse în diamante pentru a fi purtate în luptă. Huey este considerat cauza epidemiei, deoarece a încercat să vândă paraziții ca arme. Când se dovedește că el și-a omorât-o soția, pe Dr. Strangelove, atunci când cei doi se certau deoarece el voia să-și folosească fiul pentru experimente, Snake îl gonește de la Diamond Dogs. După aceea, Quiet fuge în Afganistan. Code Talker dezvăluie că Quiet a fost infectată cu parazitul pentru a fi trimisă la Dog Diamonds pentru a-l răspândi, dar ea a schimbat taberele și a rămas tăcută. Mutația parazitului lui Huey a convins-o pe Quiet că ea nu poate garanta siguranța Diamond Dogs. Snake o găsește, dar ea este forțată să vorbească pentru a-l salva atunci când el este mușcat de un șarpe otrăvitor. Quiet dispare pentru a evita o altă epidemie.
Este dezvăluit ulterior că Venom Snake nu este Big Boss, ci un medic loial MSF ce a fost prins în aceeași explozie care l-a rănit pe adevăratul Big Boss, Ishmael. În timpul comei, medicul a fost transformat prin operație plastică și hipnoterapie într-un al doilea Big Boss, pentru a servi ca momeală în timp ce adevăratul va duce un război în taină contra lui Cipher. În timpul creditelor, este arătat că Snake pleacă pentru a lua parte la revolta Outer Heaven, unde moare ucis de Solid Snake. Primul Big Boss reapare în timpul Perturbației din Zanzibar.
După prezentarea distribuției, Miller și Ocelot discută despre planurile lui Big Boss de a crea Outer Heaven. În timp ce Ocelot susține ideea, Miller este dezgustat de farsa fostului său aliat, dar acceptă să-l ajute în continuare pe Venom Snake și pe fiii lui Big Boss pentru a contribui la decăderea adevăratului Big Boss.

## Dezvoltare

Un afiș de recrutare, bazat pe faimosul afiș de recrutare, folosit la GDC 2012

În februarie 2012, „Development Without Borders”, un site deținut de Konami, a distribuit un anunț promoțional pentru un nou joc din seria Metal Gear. Site-ul recruta personal pentru pavilionul GDC din martie 2012, și solicita aplicanți pentru câteva poziții în cadrul noului Metal Gear Solid ce se adresează „consolelor de ultimă generație” și „motorului next-gen Fox”. Pe măsură ce anul a trecut, capturi de ecran și videoclipuri ale noului motor Fox Engine au fost dezvăluite de echipă. Mass-media a prezentat personaje și locații aleatorii, cu toate că niciuna dintre ele nu avea vreo legătură cu seria Metal Gear. Totuși, anumite capturi de ecran arătau pe cineva ce se aseamănă cu personajul lui Big Boss din Metal Gear, mergând spre un tanc Stryker, văzut anterior în Metal Gear Solid 4.

### CaGround Zeroes
Jocul a fost anunțat ulterior pe 30 august 2012, inițial sub denumirea de Metal Gear Solid: Ground Zeroes. A fost anunțat la o reuniune privată în care se celebrau 25 de ani de Metal Gear, și și-a făcut debutul public două zile mai târziu, la Penny Arcade Expo 2012. Regizorul Hideo Kojima a confirmat că Big Boss se va reîntoarce ca protagonist al jocului, și că Ground Zeroes va servi ca prolog pentru Metal Gear Solid V. Este primul joc Metal Gear ce utilizează Fox Engine, un motor de joc dezvoltat de Kojima Productions. În ianuarie 2013, Kojima a dezvăluit că Ground Zeroes va fi primul joc din serie cu subtitluri în arabă, o funcție pe care echipa a plănuit-o inițial încă de la jocurile anterioare. În plus, el a confirmat și că durata filmulețelor din joc a fost redusă, el crezând că filmulețele lungi au devenit învechite.
Într-un interviu pentru VG247, Kojima a spus că nu știe dacă Ground Zeroes va fi lansat sau nu. El a declarat că țelul său a fost să folosească tematici mature și tabu, pe care le-a considerat „puțin riscante”, adăugând că rolurile de creator și producător erau în conflict unul cu celălalt; ca și creator, Kojima a dorit să își asume riscul de a explora tematici care ar putea îndepărta audiența, dar ca producător, el a trebuit să micșoreze conținutul pentru a vinde cât mai multe copii ale jocului este posibil. În cele din urmă, rolul de creator a câștigat, iar Kojima și-a descris abordarea ca o „prioritizare a creativității în detrimentul profitului”.

### CaThe Phantom Pain

Afiș distribuit la E3 2013, cu efectele vizuale ale lui Kyle Cooper.

La Premiile Spike din decembrie 2012, a fost prezentat un trailer pentru un joc cunoscut ca The Phantom Pain, atribuit unui nou dezvoltator suedez numit Moby Dick Studio, și a fost descris ca fiind „100% gameplay”. Conform surselor, condus de Joakim Mogren, misiunea studioului arăta că dorește să „furnizeze o experiență intransigentă, captivantă, și emoționantă pentru oamenii de pe tot globul.” După prezentare, au început să apară speculații cum că The Phantom Pain era de fapt un joc Metal Gear; notându-se asemănarea protagonistului cu cea a lui Big Boss, grafica similară cu cea produsă de motorul Fox Engine, sloganul „s-a ajuns la V” de la sfârșitul trailerului, și titlul „Metal Gear Solid V” ce ar putea fi încadrat în spațiul negativ și în crestăturile logo-ului jocului atunci când se folosește același font. A fost scos în evidență și că „Joakim” este o anagramă a lui „Kojima”, numele de domeniu al studioului ce fusese înregistrat cu două săptămâni înainte de anunț, și că anumiți oameni ce poartă tricouri cu Moby Dick Studio stăteau într-o zonă VIP a staff-ului Konami. Hideo Kojima a spus în glumă că a fost impresionat de trailer și de faptul cum Mogren a fost inspirat de Metal Gear.
Un actor ce interpreta un Mogren bandajat a apărut în episodul din 14 martie 2013 al GameTrailers TV; în timp ce spunea că nu poate da mai multe detalii, el a confirmat că mai multe detalii despre The Phantom Pain vor fi dezvăluite la următorul eveniment Game Developers Conference, și i-a prezentat o serie de capturi de ecran pe un iPad gazdei show-ului Geoff Keighley. Cu toate acestea, după ce Keighley a scos în evidență prezența logo-ului Fox Engine în capturile de ecran, Mogren devine agitat și segmentul se încheie brusc.
Pe 27 martie 2013. la GDC, Kojima a confirmat oficial că studioul său a fost în spatele trailerului, și a anunțat că Metal Gear Solid V va consta în două jocuri separate; Ground Zeroes va servi acum ca prolog pentru jocul principal, care a fost anunțat oficial ca Metal Gear Solid V: The Phantom Pain. El a prezentat ulterior un trailer pentru joc, și a scos în evidență aspectele rafinate ale motorului Fox Engine. Trailerul conținea piesa „Not Your Kind of People” de pe albumul omonim din 2012 al formației Garbage.
În timp ce trailerul oficial care anunța jocul rula pe un PC, jocul a fost lansat pentru consolele generației a șaptea și a opta. Într-un interviu de la E3 2013, întrebat de o lansare pentru PC, Kojima a spus „O facem, și va fi la același nivel cu versiunile pentru PlayStation 4 și Xbox One.” Cu toate acestea, el a menționat clar că o portare pentru PC nu este prioritatea lor în acest moment. Kojima a confirmat că grafica văzută în trailer va fi asemănătoare cu cea din jocul final. El a spus și că ar vrea ca Metal Gear Solid V să fie ultimul său joc Metal Gear, notând că, spre deosebire de jocurile anterioare unde anunța același lucru, dar se întorcea ulterior pentru jocuri ulterioare, implicarea sa în serie se va încheia de data asta. Cu toate că în trailer Snake suferea de halucinații sub forma unei balene în flăcări, Kojima a asigurat că va exista o balanță în realism. Kojima a dezvăluit ulterior că The Phantom Pain a fost inițial prezentat ca un joc independent pentru a evalua răspunsul industriei și al publicului la Fox Engine, el simțind că anunțarea jocului ca parte a Metal Gear Solid V va face publicul să supraaprecieze motorul jocului.
Pe 10 iunie 2013, la E3 2013, un al patrulea trailer a fost prezentat la conferința de presă a celor de la Microsoft, demonstrându-se noile mecanici de joc, precum și distribuția personajelor. Dezvoltarea versiunii pentru Xbox One a fost și ea anunțată la conferință. Versiunea pentru PlayStation 4 a fost anunțată a doua zi, atunci când Konami a postat versiunea explicită a trailerului pe canalul lor de YouTube, pe lângă versiunea cenzurată.
Trailerele Metal Gear Solid V arătau jocul rulând pe hardware de PC, dar conform lui Kojima, cu texturi și modele de personaje bazate parțial pe hardware de a șaptea generație. Dezvoltatorii au încercat să îmbunătățească calitatea tehnică la versiunile lansate pentru a opta generație de console.
Kojima a făcut aluzie la faptul că jocul este „prea mare pentru a fi înțeles”, adăugând că este „de 200 [de ori mai mare] decât Ground Zeroes”. Kojima a vrut ca jucătorul să se asocieze cu Snake în The Phantom Pain. Pentru a obține asta, pierderea Bazei Mamă, pe care jucătorul a dezvoltat-o în Peace Walker, va servi ca motivație pentru răzbunarea lui Snake și a jucătorului. Kojima a încercat să-l facă pe Snake maleabil noilor jucători ai seriei prin faptul că el este inconștient de ceea ce s-a întâmplat în ultimii nouă ani, deoarece a fost în comă. Armele, vehiculele și întregul arsenal sunt nelicențiate și fictive în The Phantom Pain, la fel ca și în Ground Zeroes, spre deosebire de jocurile Metal Gear Solid anterioare, care includeau în mare parte armament bazat pe cel din viața reală.
Pe 9 iunie 2014, la E3 2014, al cincilea trailer cinematic, ce conținea piesa „Nuclear” a lui Mike Oldfield, a fost prezentat la conferința de presă a celor de la Sony, și dezvăluia mai multe detalii ale poveștii din jurul echipei Diamond Dogs și a descendenței antagoniste a lui Snake. Acest lucru a fost aflat cu o zi în urmă, datorită unei postări accidentale pe canalul oficial de YouTube al lui Konami. Odată cu noul trailer, site-ul oficial Metal Gear Solid V a fost actualizat și includea noi informații și imagini despre dezvoltare, precum progresul la harta din joc și evoluția lui Snake pe parcursul tuturor jocurilor din serie. Pe 25 august 2015, Kojima a postat un trailer de lansare ce prezenta „Armonia și Evoluția Metal Gear” cu videoclipuri din jocurile anterioare, împreună cu noul „Metal Gear Sahelanthropus”.
Peste 80 de milioane $ au fost cheltuiți în dezvoltarea jocului.

### Coloana sonoră
Coloana sonoră a lui The Phantom Pain a fost produsă de Harry Gregson-Williams, făcându-l cel de-al patrulea titlu Metal Gear al său. Aceasta s-a lansat pe 2 septembrie 2015. În iulie 2015, Rika Muranaka a declarat într-un interviu dat celor de la Fragged Nation că peste 30 de piese comandate nu au fost folosite, iar acest lucru a contribuit la îngrijorările avut de Konami în ceea ce privește depășirea bugetului proiectului Metal Gear Solid V. Jucătorii pot obține casete pe teren, care pot fi redate apoi în Centrul Aerian de Comandă, în timpul unei misiuni, sau când elicopterul îl lasă sau ia pe Snake. Casetele includ o varietate de melodii pop, instrumentale, și teme muzicale din jocurile anterioare ale seriei Metal Gear.
A câștigat ulterior premiul de Cea mai bună coloană sonoră la The Game Awards 2015. La eveniment, Stefanie Joosten, cea care a dublat-o pe Quiet, a interpretat piesa „Quiet's Theme”.

### Disputa dintre Konami și Kojima
În martie 2015, Konami a anunțat planuri pentru restructurarea companiei în urmă despărțirii de Hideo Kojima și de studioul său Kojima Productions. Ca urmare a separării, numele lui Kojima a fost eliminat de pe coperta jocului și de pe toate accesoriile și lansările ulterioare Metal Gear Solid V: Ground Zeroes și Metal Gear Solid: The Legacy Collection. Un reprezentant Konami a declarat că Kojima va fi în continuare implicat în Konami și în seria Metal Gear, și în ciuda disputei, compania și-a exprimat încrederea că jocul va câștiga premiul de Jocul Anului.

## Lansare
Metal Gear Solid V: The Phantom Pain a fost lansat în diferite ediții. Edițiile Speciale Day One ale jocului pentru fiecare platformă includeau vouchere sub forma de DLC-uri pentru arme speciale și puncte de experiență Metal Gear Online. Ediția Collector din America de Nord pentru PlayStation 4 a venit la pachet cu o revistă de benzi desenate și cu o replică la scară mică a armei bionice a lui Snake; Pachetul Premium pentru lansarea japoneză conține o replica la scară normală, care va fi vândută și separat în mai 2016. Sony a lansat un pachet cu PlayStation 4, consola fiind realizată în culorile mâinii.
Lansarea fizică pentru PC a lui The Phantom Pain include un cod pe CD și programul Steam. Fișierele jocului nu sunt incluse pe disc, și trebuie descărcate.
Au fost lansate și produse conexe. Sony Mobile Communications a lansat un Walkman în ediție specială, și dispozitive Xperia Z4, Xperia Z3 Tablet Compact, și Xperia J Compact, fiecare având embleme Outer Heaven, coloana sonoră, și poze de fundal. Fabricantul Seiko a lansat un ceas digital, ce se aseamănă cu cel al lui Venom Snake din joc. Fabricantul JF Rey a produs ochelari proiectați după cei ai lui Kaz și Ocelot din joc. Compania japoneză de jucării Sentinel, care a realizat anterior o carcasă iDroid pentru iPhone 5 și 5S, a produs o figurină transformabilă a Sahelanthropus-ului, în timp ce Kotobukiya pregătește o replică la o scară de 1/100 a unității. Compania de articole sportive Puma s-a alăturat proiectului cu o gamă de jachete sport, tricouri, și încălțăminte, inclusiv ghetele de furișat ale lui Snake.
Linia de figurine Kai a celor de la Square Enix a conținut anumite personaje din joc, în timp ce Kaiyodo a produs un Venom Snake și un soldat al armatei sovietice pentru categoria de figurine RevoMini. O bandă desenată, numită The Art of Metal Gear Solid V, este programată să fie publicată de Dark Horse Comics pe 2 noiembrie 2016.
O ediție completă a jocului, numită Metal Gear Solid V: The Definitive Experience, a fost lansată pentru PlayStation 4, Xbox One și Steam pe 11 octombrie 2016 în America de Nord, 13 octombrie în Europa, și 10 noiembrie în Japonia. Pachetul include The Phantom Pain și prologul Ground Zeroes, împreună cu toate conținuturile descărcabile lansate anterior pentru ambele jocuri.

## Recepție

### Reacția criticilor
Metal Gear Solid V: The Phantom Pain a fost bine primit de critici după lansare, conform site-ului web Metacritic.
IGN i-a acordat un 10/10, lăudând modul cum mecanicile de joc lucrează împreună și realismul misiunilor open-world, care permite jucătorilor să-și creeze propriile experiențe memorabile fără a fi pedepsiți că deviază de la stealth, dar criticând povestea cuprinzătoare fără orizont. Recenzia a concluzionat că The Phantom Pain este „o minunăție la gameplay, premiind inteligența și creativitatea într-un mod prin care puține jocuri o fac.” GameSpot i-a acordat și el 10/10, lăudând similar „aproape impecabilul” gameplay, comentând că, pe lângă misiunile principale și secundare, „scenariile au servit ca un al treilea pilon pentru experiența gameplay-ului open-world din The Phantom Pain”. Recenzia a scos în evidență și dezvoltarea semnificativă a personajelor, cu toate că au fost legate de primul Metal Gear la concluzia personajului Venom Snake. The Phantom Pain a fost cel de-al 23-lea joc—și cel de-al treilea joc din seria Metal Gear—din toate timpurile care a primit scorul maxim de 40/40 din partea revistei japoneze Famitsu.
EGM i-a acordat jocului un 9.5/10, lăudând puterea emoțională a poveștii și tematicile ce explorează inutilitatea războiului într-un mod mai convingător și coerent decât alte serii, precum Call of Duty și Battlefield, dar și pentru modul prin care jocul răspunde la acțiunile jucătorului. Unul dintre aspectele negative remarcate de publicație a fost managementul defectuos al resurselor, în special modul prin care asalturile din Forward Operating Bases ar putea întrerupe și distrage de la misiunile importante. Destructoid i-a acordat un 9/10, spunând că jocul este „dur și sclipitor, și că dacă acesta este ultimul Metal Gear a lui Kojima, el pleacă în glorie.”
Joe Juba de la Game Informer i-a acordat jocului un 9.25/10, lăudând designul misiunilor pentru flexibilitate și pentru că oferă jucătorilor mai multe căi de a a le termina, fără a le restricționa alegerea armelor sau echipamentului. Cu toate acestea, în ciuda faptului că a observat valoarea restructurării narațiunii pentru a se potrivi cu platforma open-world, apreciind și structura misiunilor episodice care a ținut cont de mitologia complexă a seriei, Juba a simțit că s-a mers prea departe cu acest lucru, iar rezultatul a fost că jucătorul se poate lovi de elemente cruciale ale poveștii fără niciun context.
Michael McWhertor de la Polygon i-a acordat și el un 9/10, lăudând similar mecanicile, dar criticând povestea întortocheată pentru că este prea legată de mitologia seriei până într-un punct în care ar fi prea dificil de înțeles pentru noii jucători.
The Phantom Pain a fost primit pozitiv și în afara mass-mediei tradiționale de jocuri. Într-o recenzie de cinci stele, Kirk McKeand de la The Telegraph a spus că jocul „ia ce-i mai bun dintr-o serie grozavă și crează cel mai bun titlu al francizei”. Recenzia a lăudat integrarea lină a modurilor de gameplay, și a notat că Baza Mamă a jocului oferă satisfacție și însemnătate, același lucru simțindu-l și Matt Peckham de la Time, care a lăudat și el longevitatea jocului, ritmul și inteligența artificială.
În ciuda laudelor primite, jocul nu a scăpat de critici, adresate modului în care jucătorii sunt forțați să rejoace misiunile la o dificultate ridicată pentru a debloca misiunile finale, și modului de joc Forward Operating Base, deoarece a fost blocat în spatele unui paywall la data lansării, lucru pe care Konami l-a negat ulterior.

### Portretizarea lui Quiet

Reprezentare 3D a personajului feminin Quiet

Înainte de lansarea jocului, înfățișarea personajului feminin Quiet a devenit un subiect de controverse. Designerul seriei Halo, David Ellis, a criticat-o, deoarece este suprasexualizată și a făcut referire la stereotipul cum că industria de jocuri este „plină de bebeluși bărbați”. Kojima și Konami au lansat figurine Quiet în mai 2015, ca parte a promovării jocului. Sânii moi și pliabili ai figurinei au fost criticați în mass-media și presă.
Jocul terminat a adus și mai multe controverse privind zugrăvirea lui Quiet, atât în recenzii cât și în sondaje de opinie. David Roberts de la GamesRadar a descris-o pe Quiet ca pe „unul dintre cele mai complexe și conflictuale personaje din MGS5”, dar că portretizarea sa a fost un exemplu de „abordare juvenilă a sexualității”, iar acest lucru reprezintă munca lui Kojima și întreaga serie Metal Gear. Michael McWhertor de la Polygon a descris lipsa de haine a lui Quiet ca fiind „legată inextricabil de povestea complicată a jocului”, și a criticat cum jocul prezintă alte personaje feminine prin „cadre apropiate pe sânii lor jucăuși și pe funduri, într-un mod nătâng și suprasexualizat.”

### Dovada conținutului eliminat
După lansarea lui The Phantom Pain, au apărut discuții cum că disputa dintre Kojima și Konami s-a resimțit și în dezvoltarea jocului, acest lucru putând fi văzut în produsul final, mai ales în poveste. Decizia de a forța jucătorii să rejoace misiunile trecute pentru a avansa la cele din a doua jumătate a fost criticată, o teorie fiind aceea că, conținutul original făcea parte dintr-o viziune, dar aceasta nu a fost incorporată în jocul terminat, ceea ce a rezultat în secțiuni refolosite din cauza constrângerilor de timp. Un alt aspect primit cu critici a fost finalul jocului, mulți simțind că a fost grăbit și a lăsat anumite aspecte nerezolvate în poveste. Consensul general a fost că asemenea defecte au venit datorită termenelor-limită stricte impuse de Konami la departamentul de design. Acest lucru are legătură și cu zvonurile care insinuează că cei de la Konami nu au fost fericiți cu suma mare de bani pe care Kojima a folosit-o în dezvoltare.
După lansare, dovezi importante arată că o mare parte din conținutul poveștii a fost eliminat din versiunea finală; cei care au achiziționat Ediția Collector au descoperit că discul bonus inclus conține material cu o misiune din joc, „Episodul 51”, care continua finalul campaniei, dar care nu a fost inclusă în joc. Misiunea însăși acoperea o lipsă a poveștii și furniza finalul relației dintre două personaje, și mulți au simțit că acesta ar fi fost un final mai satisfăcător.
Similar, la puțin timp după descoperire, utilizatorii forumului Facepunch care au extras date din fișierele versiunii de PC a jocului, au descoperit un al treilea capitol al poveștii, intitulat „Capitolul 3: Pace”, care nu a fost inclus în versiunea finală a jocului. Konami nu a confirmat, nici infirmat că acest Capitol 3 a fost eliminat complet din joc. Robert Allen Peeler, managerul comunității Metal Gear Solid, a fost întrebat ulterior pe Twitter dacă vor fi lansate DLC-uri pentru The Phantom Pain, cu speranța că va fi inclus conținut pentru poveste, dar el a negat acest lucru. Mulți fani au crezut și că, datorită titlului Capitolului, acesta era cumva legat cu evenimentul de „Dezarmare Nucleară” a celor de la Konami, deschis la puțin timp după lansarea jocului cu scopul de a dezvălui un secret important. Minerii de date au descoperit un filmuleț legat de acest lucru în fișierele jocului, care urma să fie lansat după încheierea evenimentului, cu toate acestea speculațiile cum că acest Capitol 3 era conectat într-un anumit fel persistau. Robert Allen Peeler a discutat despre aceste speculații pe Twitter și Reddit, și nu a negat că evenimente ulterioare vor mai avea loc odată ce dezarmarea se va încheia.
Din cauza conținutului eliminat și hibelor narative ulterioare, jocul a fost catalogat de unii ca fiind neterminat, cu toate că GamesRadar a spus că acest lucru este din vina lui Kojima. Vorbind pentru IGN, Kojima însuși a făcut aluzie la faptul că el nu consideră jocul neterminat, de vreme ce nici noua sa proprietate intelectuală, ce se află în stadiul de dezvoltare încă de când a părăsit Konami (dezvăluită ulterior ca fiind Death Stranding) nu ar fi „un joc complet”.
După anunțarea lui Metal Gear Solid V: The Definitive Experience, care ar include toate DLC-urile lansate anterior, anumiți fani au folosit această oportunitate pentru a-și exprima îngrijorările pe Twitter, de vreme ce conținutul lipsă a fost descoperit, în special Episodul 51. Konami a răspuns că Episodul 51 a fost eliminat în timpul stadiilor timpurii de dezvoltare ale jocului, deoarece nu a fost intenționat a fi un final crucial al poveștii, și că nu au existat planuri ulterioare pentru a face această misiune disponibilă pentru jucători.

### Vânzări
Metal Gear Solid V: The Phantom Pain s-a vândut în peste 3 milioane de copii în primele cinci zile de la lansare, pentru toate platformele. În ziua lansării, jocul a încasat 179 de milioane $. The Phantom Pain a debutat pe locul 1 în clasamentele din Regatul Unit. Până acum, este a treia cea mai mare lansare din 2015 în Regatul Unit, în spatele lui Batman: Arkham Knight și The Witcher 3: Wild Hunt. The Phantom Pain a fost cel mai de succes titlu al seriei lansat în această regiune, surclasând deținătorul anterior al recordului, Metal Gear Solid 2: Sons of Liberty, cu 37 de procente. Jocul a vândut 411.199 de unități fizice pentru platformele PlayStation 3 și PlayStation 4 în prima săptămână de la lansare în Japonia, fiind pe primul loc în ierarhiile software japoneze în acea săptămână.
Varianta pentru familia de console PlayStation s-a bucurat de vânzări mai mari față de cea pentru Xbox în Regatul Unit. Excluzând vânzările pentru calculator, The Phantom Pain a vândut aproximativ 72% dintre copii pentru PlayStation 4, de trei ori mai mult decât pentru Xbox One, acesta din urmă având doar 22% din numărul copiilor. În continuare, 3% dintre copii au fost vândute pentru PlayStation 3, și doar 2% pentru Xbox 360.
La sfârșitul lunii septembrie 2015, Metal Gear Solid V: The Phantom Pain a vândut peste 5 milioane de copii. La sfârșitul lunii decembrie 2015, jocul a vândut peste 6 milioane de unități.

### Premii
| Premiul                             | Categoria                             | Rezultat     |
| ----------------------------------- | ------------------------------------- | ------------ |
| Golden Joystick Awards              |                                       |              |
| Jocul anului                        | Nominalizare                          |              |
| Alegerea criticilor                 | Câștigat                              |              |
| Metacritic                          |                                       |              |
| Cel mai bun joc pentru PS4          | Câștigat                              |              |
| Cel mai bun joc pentru Xbox One     | Câștigat                              |              |
| Cel mai bun joc pentru PC           | Nominalizare                          |              |
| Hobby Consolas                      | Jocul anului                          | Câștigat     |
| Panorama                            | Jocul anului                          | Câștigat     |
| PC Gamer                            | Jocul anului                          | Câștigat     |
| Game Revolution                     | Jocul anului                          | Câștigat     |
| GamesRadar                          | Jocul anului                          | Câștigat     |
| Game-Debate Global Game Awards      | Jocul anului                          | Nominalizare |
| Game-Debate Global Game Awards      | Cel mai bun joc de acțiune            | Câștigat     |
| The Game Awards 2015                |                                       |              |
| Cel mai bun joc de acțiune/aventură | Câștigat                              |              |
| Cea mai bună muzică/coloană sonoră  | Câștigat                              |              |
| Jocul anului                        | Nominalizare                          |              |
| Cel mai bun design                  | Nominalizare                          |              |
| Premiile NAVGTR 2015                | Cel mai bun joc de acțiune            | Câștigat     |
| Premiile NAVGTR 2015                | Cea mai bună grafică, Tehnic          | Nominalizare |
| Premiile NAVGTR 2015                | Cea mai bună coloană sonoră, Franciză | Nominalizare |
| Premiile NAVGTR 2015                | Cea mai bună animație, Tehnic         | Nominalizare |
| Premiile NAVGTR 2015                | Cel mai bun design, 3D                | Nominalizare |
| Premiile NAVGTR 2015                | Cea mai bună regie de joc             | Nominalizare |
| Premiile NAVGTR 2015                | Cel mai bun design de joc, Franciză   | Nominalizare |
| Premiile NAVGTR 2015                | Cea mai bună inginerie de joc         | Nominalizare |